# 喀山主教座堂 (圣彼得堡)

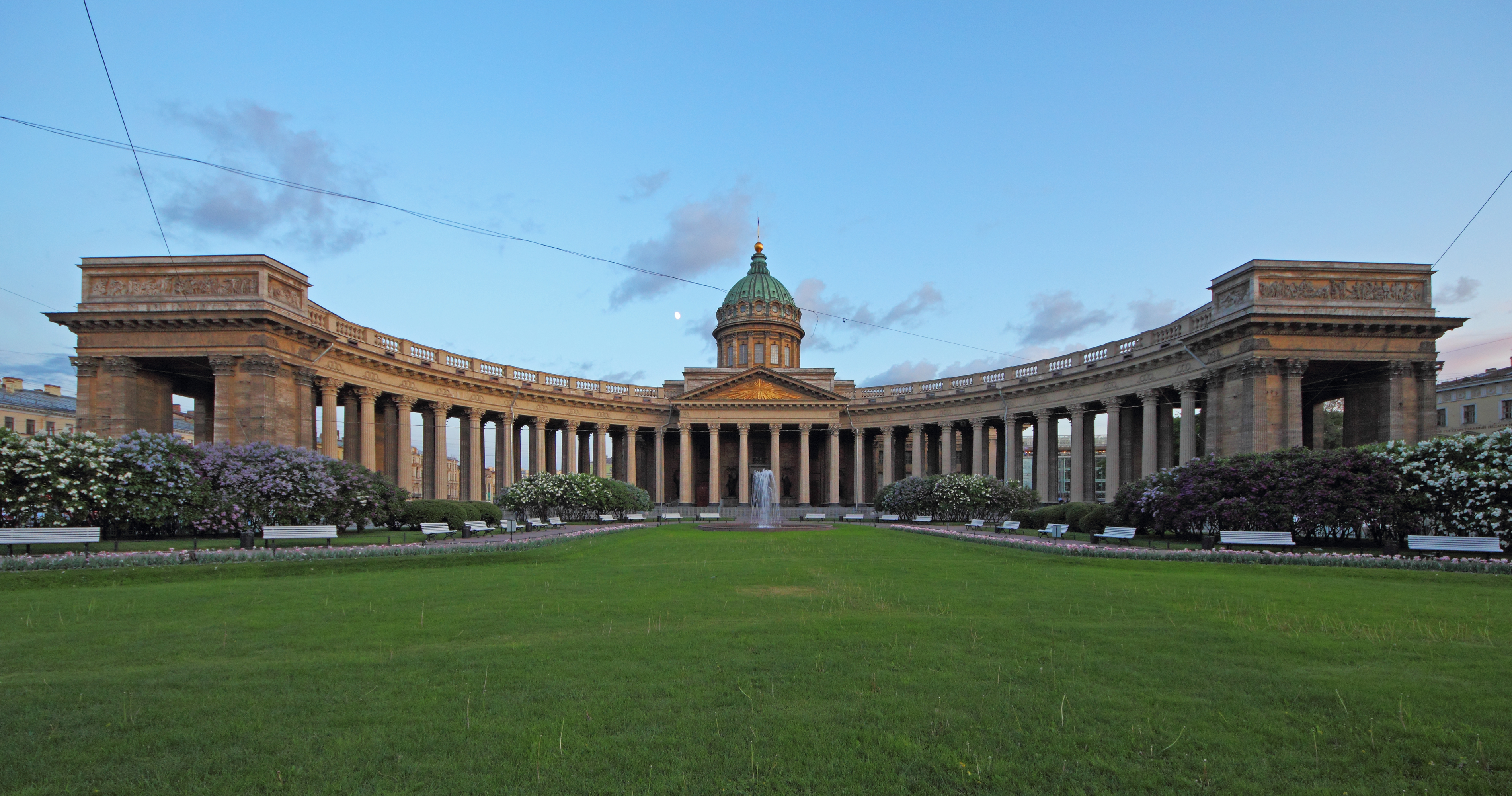
喀山主教座堂

喀山主教座堂（俄语：Каза́нский кафедра́льный собо́р，亦译为喀山大教堂）是一座正教會教堂，位於俄罗斯圣彼得堡涅瓦大街25号，為聖彼得堡教區的主教座堂，由俄罗斯建筑师安德烈·沃罗尼欣设计，于1801年8月奠基。其以罗马聖伯多祿大殿为原本，历经10年，于1811年竣工。但由于教堂的正门面向北方（因东正教要求圣堂需面向东面），侧面面临涅瓦大街很不美观，所以，教堂东面竖立了96根科尼斯式半圆型长柱长廊，使其变成典型的俄式教堂。
在喀山教堂竣工后，里面供奉喀山圣母像，现在喀山圣母像保存在美国的博物馆内。
喀山教堂的圣堂主穹顶华丽辉煌，并绘有圣母图，周边则有圣经人物雕塑和水彩壁画辅助修饰。
喀山教堂被认为是后来芬兰赫尔辛基主教座堂的设计范本。

## 历史
1812年，俄罗斯著名元帅库图佐夫在此出征对抗拿破仑，病死后他的骨灰安葬在喀山大教堂内。他的墓碑两边挂满了库图佐夫在俄法战争攻陷城市的市旗和钥匙，于教堂的前方由著名雕塑家阿格诺夫雕刻的库图佐夫的雕塑，在他旁边是与其同一时期的元帅巴克莱·德托利的雕塑。
1932年起，改造为国家宗教与无神论历史博物馆。这是世界上第一个关于宗教历史和宣传无神论的博物馆。馆内17万件藏品展示了世界各地的宗教，还包括俄罗斯汉学家瓦西里·阿列克谢耶夫在1906-07年间收集的三千多张中国年画。